# Lil'B
릴비(Lil'B)는 2007년에 결성된 일본의 2인조 여성 음악 그룹이다. 노래를 하는 미에(MIE)와 랩을 담당하는 아이라(AILA)로 구성돼 있다. 2008년 6월에 첫 번째 싱글 〈오렌지〉를 발매했으며 2009년 2월엔 첫 번째 정규 음반 《이마, 기미에》를 발매했다.

## 음반 목록

### 싱글
1. 오렌지 (オレンジ, 2008년 6월 18일)
2. 기미 니 우탓타 라부 손구 (キミに歌ったラブソング, 2008년 9월 17일)
3. 네가이고토 히토쓰 기미 헤/JET★GIRL (願いごと一つキミへ, 2008년 11월 26일)
4. 기미 가 스키 데 (キミが好きで, 2009년 1월 28일)
5. 지칸 오 도메테… (時間を止めて…, 2009년 8월 19일)
6. 쓰나이다 데 (つないだ手, 2009년 11월 11일)

### 음반
1. 이마, 기미 헤… (今、キミへ…, 2009년 2월 11일)